# Acomys seurati
Acomys seurati (Акоміс Сеурата) — вид родини Мишеві (Muridae).

## Поширення
Цей вид відомий тільки з південного Алжиру. Живе на висотах від 1000 до 2000 м над рівнем моря.

## Опис
Комахоїдний вид, знайдений в скелястих місцях проживання. Каріотип: 2n = 38, FN=68.